# Браун, Берри
Ро́берт Бере́сфорд Бра́ун (англ. Robert Beresford Brown; 6 сентября 1927 — июль 2001), более известный как Бе́рри Браун (англ. Berry Brown) — английский футболист, вратарь.

## Футбольная карьера
Родился в Хартлпуле, Дарем. В мае 1946 года 18-летний Браун подписал ученический контракт с клубом «Манчестер Юнайтед». Три месяца спустя, в августе того же года подписал профессиональный контракт, но до января 1948 года выступал за резервный состав. Дебютировал в основном составе «Манчестер Юнайтед» 31 января 1948 года в матче Первого дивизиона против «Шеффилд Юнайтед» на «Брэмолл Лейн» и даже отбил в этом матче одиннадцатиметровый удар, однако «Юнайтед» всё равно проиграл со счётом 2:1. Провёл ещё 2 игры в сезоне 1947/48 (против «Хаддерсфилда» и «Болтона»), сохранив в них свои ворота в неприкосновенности.
В сезоне 1948/49 провёл за клуб единственный матч против «Блэкпула» 1 сентября 1949 года. Это был его последний матч за «Юнайтед». Браун не смог выдержать конкуренцию с основным вратарём команды Джеком Кромптоном и в январе 1949 года был продан в клуб «Донкастер Роверс».
В «Донкастере» провёл два с половиной сезона, сыграв только в 4 матчах, после чего перешёл в «Хартлпулз Юнайтед» в августе 1951 года. В этом клубе он стал основным вратарём, сыграв 126 матчей в лиге с 1951 по 1956 год. В 1956 году завершил карьеру в возрасте 28 лет.
Умер в июле 2001 года в возрасте 73 лет.